# Widad Haroun
Widad Haroun ou Widad al-Azhari (em árabe: وداد الأزهري) foi uma advogada e política síria. Em 1960, ela e Jihan al-Mosli foram nomeadas para a Assembleia Nacional da República Árabe Unida, tornando-se nas primeiras mulheres sírias a entrar no parlamento.

## Biografia
Originalmente de Latakia, em julho de 1960 Haroun foi nomeada para a Assembleia Nacional da República Árabe Unida ao lado de al-Mosli. Elas deixaram a Assembleia quando a Síria separou-se da República Árabe Unida em setembro do ano seguinte.